# EW (tijdschrift)
EW (eerder Elsevier Weekblad) is het grootste Nederlandse opinieweekblad met een bereik van 187.000 (print, 2024). EW heeft van oudsher een enigszins liberale signatuur. Het blad richt zich primair op hoger opgeleide lezers, ondernemers en het hogere kader in het bedrijfsleven en de ambtenarij.
Het is in de 21ste eeuw mede bekend van onderzoeken naar de kwaliteit van ziekenhuizen, klinieken, scholen, studies en gemeenten, en van allerlei lijsten, onder meer met de 500 grootste bedrijven en het aantal per jaar gepleegde moorden. Het blad is verder bekend van de jaarlijkse HJ Schoo-lezing, de EW Economie-lezing, de uitverkiezing van de Nederlander van het Jaar en het nieuwjaarsessay van de president van de Algemene Rekenkamer. Kenmerkend is het rode kader op het omslag.

## Voorlopers
Het weekblad kent twee voorgangers, Elsevier's Geïllustreerd Maandschrift, waarvan het eerste nummer verscheen in januari 1891, en De Week, dat in 1900 slechts een half jaar bestond. Beide werden uitgegeven door Uitgevers-Maatschappij Elsevier, die in 1945 ook het weekblad lanceerde.

### Elsevier's Geïllustreerd Maandschrift(1891-1940)
Als tijdschrifttitel bestaat Elsevier al sinds 1891. In januari van dat jaar verscheen het eerste nummer van Elsevier's Geïllustreerd Maandschrift. Het bevatte geïllustreerde bellettrie, maar ook verhalen over kunstenaars en kunst, buitenlandse reportages, populairwetenschappelijke artikelen en, heel nieuw voor die tijd, interviews. Door de Duitse bezetting zagen uitgever en redactie zich genoodzaakt de uitgave te staken. Het laatste nummer is gedateerd december 1940.
In het eerste nummer van het gelijknamige weekblad dat na de oorlog verscheen, werd benadrukt dat het blad een ‘voortzetting’ was van het maandblad.
Een halve eeuw lang weerspiegelde Elsevier's Geïllustreerd Maandschrift het literaire en kunstzinnige leven in Nederland.

### De Week(1900)
Het eerste weekblad van Uitgevers-Maatschappij Elsevier verscheen in 1900, bijna een halve eeuw voor de lancering van Elseviers Weekblad in 1945. Het nieuwsweekblad op krantenformaat richtte zich op lezers die geen tijd hadden voor de dagbladen. Een succes was het niet. Reeds na zes maanden besloot de directie de uitgave te staken.

## Namen van het weekblad (1945 - heden)
Het weekblad, waarvan het eerste nummer verscheen op 27 oktober 1945, heeft gedurende zijn bestaan verschillende formaten, namen en logo's gekend. Een tijdlang verschenen bij dezelfde uitgeverij zelfs twee weekbladen, een magazine en een krant, met beide de naam Elsevier in de titel en elk een aparte hoofdredacteur. Hierbij een overzicht:
- Elseviers Weekblad (27 oktober 1945 t/m 16 oktober 1965). Verscheen de eerste 20 jaar als krant, zoals het Duitse weekblad Die Zeit nog steeds als krant verschijnt.
- Elseviers Weekblad (23 oktober 1965 t/m 17 januari 1970). Rechtstreekse voortzetting van de krant, maar dan als tijdschrift, met het bekende rode kader, zoals buitenlandse opinieweekbladen dat ook hebben.
- Elseviers Magazine (24 januari 1970 t/m 23 mei 1987). Rechtstreekse voortzetting van het tijdschrift Elseviers Weekblad, alleen met een nieuwe naam om verwarring met de krant Elseviers Weekblad (zie onder) te voorkomen.
- Elsevier (30 mei 1987 t/m 27 mei 2017). Rechtstreekse voortzetting van Elseviers Magazine, alleen is de naam ingekort.
- Elsevier Weekblad (3 juni 2017 - 30 november 2020). Rechtstreekse voortzetting van Elsevier, maar de oude naam is teruggekeerd, alleen is de 's' achter Elsevier verdwenen. Taalkundig zou 'Weekblad Elsevier' daarom beter zijn geweest.
- EW (1 december 2020 - heden)

## VanElseviertotEW(1945-heden)

### Elseviers Weekblad(1945 tot 1965)
Elseviers Weekblad (met een 's' achter Elsevier) verscheen van 27 oktober 1945 tot en met 16 oktober 1965 op krantenformaat (eerst op het zogeheten Berliner-formaat en later op broadsheet). Het werd door de directie en redactie gezien als voortzetting van Elsevier's Geïllustreerd Maandschrift. Dit laatste moet vooral worden gezien als poging op papier toegewezen te krijgen, na de oorlog een schaars product, want de twee bladen leken in niets op elkaar, behalve dat ze dezelfde uitgever hadden.
De man achter Elseviers Weekblad was Henk Lunshof. Deze redacteur van De Telegraaf liep al in 1940 rond met de gedachte aan een nieuw weekblad, 'gansch anders dan de tot dusver bestaande'. Johannes Pieter Klautz, directeur van uitgeverij Elsevier, voelde voor het idee om na de oorlog een blad te lanceren dat een uitgesproken mening had en de dingen bij hun naam durfde noemen. De doelstelling was een onafhankelijk weekblad te maken, dat niet aan een politieke partij of zuil verbonden was. In het diepste geheim werkte het duo tijdens de oorlog aan de oprichting, met hulp van G.B.J. Hiltermann, oud-medewerker van De Telegraaf.
Het blad was een succes en maakte winsten die het moederconcern de eerste decennia aanwendde om wetenschappelijke bladen op te zetten, wetenschappelijke boeken te publiceren en wetenschappelijke uitgeverijen op te kopen. Zo kon uitgeverij Elsevier  uitgroeien tot de grootste wetenschappelijke uitgeverij ter wereld die het nu is. Vier jaar na zijn oprichting had het blad een oplage van 120.000 exemplaren.
Hoewel Elseviers niet was gebonden aan enige partij of stroming, nam het blad tijdens de Indonesische kwestie een fel standpunt in tegen een onafhankelijk Indonesië. Elseviers Weekblad ontwikkelde destijds een politieke identiteit met maatschappelijk conservatieve en economisch liberale trekken, dicht bij de liberalen van de VVD en de katholieken van de KVP.

### Elseviers Weekblad(1965 tot 1970) als tijdschrift
Op 23 oktober 1965 werd Elseviers Weekblad gesplitst in twee uitgaven met dezelfde titel: een op tijdschriftformaat (magazine) en een op krantenformaat, met in het begin de toevoeging ‘Voor de zakenman’ (zie Elseviers Weekblad (1965 tot 1988) als krant).

### Elseviers Magazine(1970 tot 1987)
Politiek redacteur Ferry Hoogendijk, die in 1967 tot de hoofdredactie toetrad, trok met zijn felle aanvallen op het kabinet-Den Uyl veel aandacht. In de jaren tachtig riep de leiding van Hoogendijk steeds meer weerstand op bij de redactie. In 1985 gaf de directie hem een andere functie binnen het bedrijf.

### Elsevier(1987 tot 2017)
Hoogendijks opvolger André Spoor, voormalig hoofdredacteur van NRC Handelsblad, gooide het over een andere boeg. Hij vernieuwde de redactie, paste de lay-out aan, vergrootte de aandacht voor cultuur en veranderde de naam in Elsevier (vanaf 30 mei 1987). Ziekte en een vervaarlijke oplagedaling maakten na ruim twee jaar een eind aan Spoors hoofdredacteurschap. Hij werd vervangen door Johan van den Bossche, afkomstig van de financieel-economische krant EW. In 1993 maakte Van den Bossche plaats voor Hendrik Jan Schoo, adjunct-hoofdredacteur sinds 1991 (daarvoor hoofdredacteur van achtereenvolgens Psychologie en Intermagazine), die op zijn beurt per 1 januari 2000 werd opgevolgd door Arendo Joustra. In deze periode werd de latere politicus Pim Fortuyn bekend als columnist van dit blad, waarin hij zijn kijk op de Nederlandse overheid en samenleving publiceerde van 1993 tot 2001. Hella Hueck volgde per 1 januari 2024 Joustra op.
In november 2004 lanceerde Elsevier een nieuws- en opiniewebsite met dezelfde signatuur als het weekblad. Elsevier had in het laatste kwartaal van 2007 een betaalde oplage van meer dan 150.000 exemplaren per week. Sinds 2004 kiest de redactie de Nederlander van het Jaar.

### Elsevier Weekblad(3 juni 2017 - 30 november 2020)
Met de verkoop van het blad aan ONE Business, dwong uitgever RELX een verandering van de naam af. Elsevier werd Elsevier Weekblad, zodat geen verwarring zou ontstaan met de wetenschappelijk uitgeverij van RELX, eveneens Elsevier genaamd.

### EW(1 december 2020 - heden)
Sinds 1 december 2020 is de naam EW. De naamsverandering was nodig omdat de eigenaar van de merknaam ‘Elsevier’, het Britse uitgeefconcern RELX, deze exclusief wilde gebruiken voor zijn internationaal opererende wetenschappelijke uitgeverij Elsevier.

## Elseviers Weekblad(1965 tot 1988) als krant
Nadat Elseviers Weekblad in oktober 1965 een tijdschrift was geworden, bleef de krant Elseviers Weekblad bestaan. De weekkrant richtte zich volgens de ondertitel vooral op de 'zakenman' en bevatte met name financiële en sociaaleconomische artikelen. Kenmerkend onderdeel was de vele pagina's dikke 'Nationale Personeelsgids'. Ook als krant kende Elseviers Weekblad verschillende verschijningsvormen, namen en logo's. Hierbij een overzicht:
- Elseviers Weekblad (23 oktober 1965 t/m 27 augustus 1977). Verscheen als krant (broadsheet).
- EW (3 september 1977 t/m 28 mei 1988). Rechtstreekse voortzetting van de broadsheet Elseviers Weekblad, maar onder een andere naam, de afkorting EW, en met een ander formaat (tabloid). De naam Elseviers Weekblad werd als ondertitel bij EW gehandhaafd.

Elseviers Weekblad (‘Voor de zakenman’) verscheen van 23 oktober 1965 tot en met 27 augustus 1977 op krantenformaat (broadsheet). Met ingang van 3 september 1977 werd de naam gewijzigd in EW en verscheen het op tabloidformaat. EW was daarvoor al de ‘roepnaam’ van de krant om het te onderscheiden van het magazine. De ondertitel bleef wel Elseviers Weekblad. Het laatste nummer verscheen op 28 mei 1988. Vanaf 4 juni 1988 maakte EW onderdeel uit van Elsevier (op tijdschriftformaat). Eerst nog met een eigen sectie en binnencover en aankondiging op de (buiten)cover, maar later als geïntegreerd onderdeel.
Elseviers Weekblad (de krant) richtte zich op financieel-economische verslaggeving en fungeerde ook als platform voor vacatures, een sectie die soms wel 40 pagina's telde.

#### Samenstelling hoofdredactie
De eerste paar jaar vormde de hoofdredactie van het tijdschrift Elseviers Weekblad ook de hoofdredactie van de krant Elseviers Weekblad. Met ingang van het nummer van 24 januari 1970 kreeg het een eigen hoofdredactie, in de persoon van Henny ten Brink.
- Henny ten Brink (1970 - 1971)
- Han Folkertsma (1971 t/m 1974)
- Nic van Rossum (juni 1974 t/m mei 1988)

## Uitgever

### Bonaventura (1945-1997)
Om het nieuwe weekblad na de Tweede Wereldoorlog te kunnen uitgeven, richtte Uitgevers-Maatschappij Elsevier tijdens de Duitse bezetting een dochter op, uitgeverij Bonaventura, dat in het Latijn 'goede toekomst' betekent, maar tevens de naam is van de zoon van de stamvader van het Elsevier-geslacht, Lodewijk Elsevier (1547 - 1617). Het uitgeven van een weekblad werd als een groot risico gezien, vandaar de aparte uitgeverij. Als
officiële oprichtingsdatum geldt 11 december 1945 (getekend ten overstaan van notaris J. Brants).
De uitgave van Elseviers Weekblad is tot 1956 de enige activiteit van Bonaventura. Daarna worden nieuwe uitgaven toegevoegd, voornamelijk door overnames. Zo wordt in 1956 Moorman’s Periodieke Pers toegevoegd, opgericht door Jacob Moorman (1884-1969). Ook verschijnen in 1956 twee boeken: Elsevier Belastingalmanak en het beroepskeuzeboekje Wat moet mijn zoon of dochter worden? Met name de Belastingalmanak groeit uit tot een groot succes en was in bijvoorbeeld 1994 op twee na het best verkochte Nederlandse boek met 106 duizend verkochte exemplaren. In 2017 zou de laatste editie verschijnen van deze vraagbaak, waarvan de inhoud al enige tijd door de uitgever naar het internet was verhuisd.
Bonaventura breidde steeds verder uit met de aankoop van reeds bestaande titels als Elegance in 1958, de Haagse Post in 1966, Tussen de Rails in 1967, Autovisie OOR, Hitkrant ín 1981, Man, en in 1984 Beleggers Belangen. Een eigen titel die de uitgeverij op de markt bracht was het Financieel Economisch Magazine (in 1970), later FEM/DeWeek en FEM Business genaamd.

### Elsevier bedrijfsinformatie (1997-2002)
In 1997 fuseert Bonaventura uit Amsterdam met het in Doetinchem gevestigde Misset (in 1873 opgericht door Cornelis Misset), uitgever van onder meer het weekblad Boerderij en net als Bonaventura een dochter van uitgeverij Reed Elsevier, de Brits/Nederlandse uitgeefgigant die in 1993 was ontstaan uit een fusie van het Britse Reed (1895) en het Nederlandse Elsevier (1880). De twee dochters gaan samen verder onder de naam Elsevier bedrijfsinformatie.
Voorafgaande aan de fusie had Bonaventura eind 1995 zijn publieksbladen Oor, Man, Autovisie, Elegance, Residence en Hitkrant al aan uitgever De Telegraaf verkocht. Amsterdam en Doetinchem bleven beide de vestigingsplaatsen van de uitgeverij, die sinds 1 oktober 1995 onder leiding stond van Derk Haank.

### Reed Business Information (2002-2016)
Vanaf 1 oktober 2002 heette Elsevier bedrijfsinformatie Reed Business Information, de uitgever waarin moedermaatschappij Reed Elsevier alle vaktijdschriften en andere vakinformatie had ondergebracht. Zelfs verandert die moeder haar naar op 1 juli 2015 in de Relx Group.

### ONE Business (2016 tot 2022)
Vanaf 1 december 2016 werd Elsevier Weekblad uitgegeven ONE Business, een dochter van New Skool Media. Voor het eerst sinds het is opgericht komt het weekblad in vreemde handen, al houdt RELX-dochter Reed Business Information na verkoop een belang van 33 procent in deze uitgever. Beleggers Belangen verhuisde mee naar ONE Business. Op 5 januari 2022 heeft RELX zijn minderheidsaandeel van 33 procent in ONE Business aan de twee aandeelhouders van New Skool Media verkocht.

### Roularta (2022 - heden)
Op 22 december 2021 maakt de Belgische uitgever Roularta bekend dat het voornemens heeft New Skool Media over te nemen. Met ingang van nummer 14, jaargang 78 (14 april 2022), staat de Roularta Media Group als uitgever in het colofon vermeld.

## De naam Elsevier

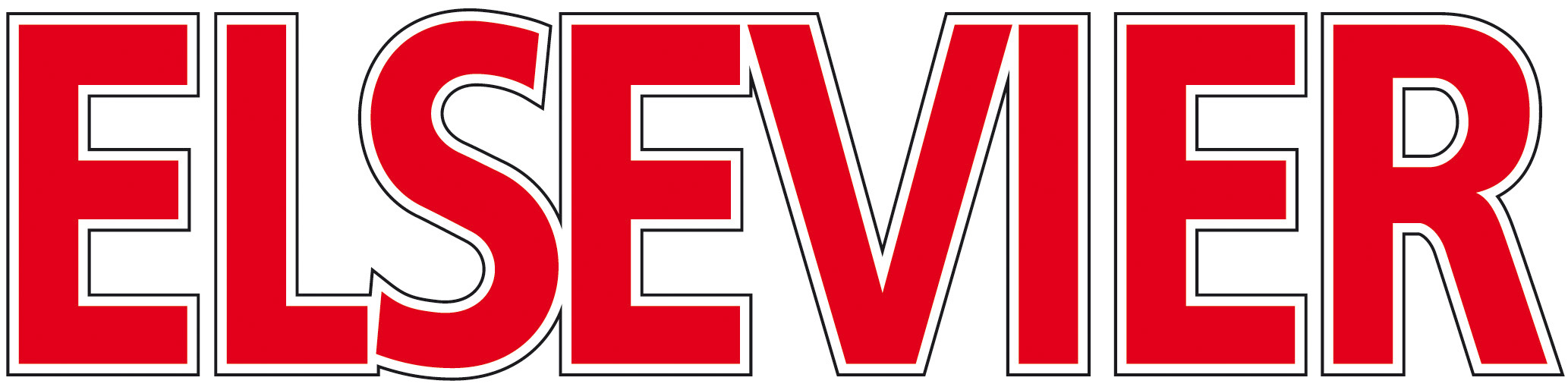
Logo uit 2010

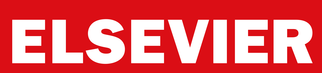
logo uit 2015

Elsevier Weekblad is, net als zijn voorganger Elsevier's Geïllustreerd Maandschrift, genoemd naar de uitgever van het blad, die in 1880 in Rotterdam werd opgericht door Jacobus George Robbers (1838-1925). En die had zijn uitgeverij weer vernoemd naar het befaamde uitgeefgeslacht-Elsevier, dat zich in de zestiende eeuw vanuit Leuven in Leiden vestigde.
De familienaam Elsevier luidde oorspronkelijk Helsevire of Helschevier. Door critici van de familie of de uitgever wel eens verbasterd door 'hellevuur' of 'helse vier'. Er is ook wel gesuggereerd dat de naam een verbastering is van 'Hal Safir', Hebreeuws voor 'het boek'. Dit is tegengesproken door prof.dr. F.A. de Wolff, die heeft betoogd dat deze woordcombinatie niet bestaat in het Hebreeuws, die zou 'hasefer' luiden. Volgens De Wolff zouden de beginletters van Elsevier eerder wijzen op een Arabische herkomst: het bepaald lidwoord is 'al-', het equivalent van het Hebreeuwse 'ha-'. De Wolff: 'Maar de gebruikelijke aanduiding voor "het boek" in het Arabisch is 'al-kitab'. Maar ook het woord 'al-safir' komt voor, vooral voor gewijde teksten. En voor een schrijver van die teksten is het 'al-safir'. Dat laatste komt wel heel dicht bij de naam 'Elsevier', aldus De Wolff.
Sinds de oprichting van Elsevier Weekblad in 1945 korten lezers en anderen de naam af tot EW. In navolging van andere mediatitels als AD (Algemeen Dagblad) en FD (Het Financieele Dagblad) gebruikt Elsevier Weekblad die afkorting sinds medio 2019 (nummer 22) in het logo op de cover.

## Signatuur
EW stelt dat het na de ontzuiling aan politieke signatuur heeft ingeboet, en dat de inhoud veelzijdiger en feitelijker is geworden. Men profileert zich als spreekbuis van de 'werkende ruggengraat van Nederland', en probeert deze groepen te helpen bij allerlei keuzeproblemen bij studie, werk, mode, persoonlijke en bedrijfsgerelateerde financiën en vrije tijd.
De signatuur is over het algemeen liberaal te noemen. Er is veel aandacht in het blad voor politiek, buitenlandse zaken, economie, innovatie en cultuur.

## Palmares
- 1970 - Michel van der Plas: LOF-prijs
- 1977 - Eppo Doeve: LOF-prijs
- 1982 – Dieudonné ten Berge: Anne Vondelingprijs 1981
- 1990 – economieredactie: Financiële persprijs 1990
- 1992 – Caroline de Gruyter: Het Gouden Pennetje 1992 voor haar reportages uit ex-Joegoslavië.
- 1992 – Michel van der Plas: LOF-prijs voor zijn gehele oeuvre
- 1998 – economieredactie: de AEX-persprijs 1998
- 2000 – Wierd Duk: Anne Vondelingprijs voor zijn berichtgeving over de oorlog in Tsjetsjenië
- 2000 – de Mercur d’Or voor een langdurige opvallende prestatie op de tijdschriftenmarkt
- 2003 – José van der Sman: de Van Walree Prijs van de Koninklijke Nederlandse Akademie van Wetenschappen (KNAW) voor haar journalistieke bijdragen over ontwikkelingen in het medisch wetenschappelijk onderzoek.
- 2007 – Frank van Hoorn: de EU Journalistenprijs voor reportage over de Commissie Gelijke Behandeling
- 2007 – HJ Schoo (postuum): Legpenning het Lucas-Ooms Fonds voor zijn bijzondere bijdrage aan de tijdschriftjournalistiek als hoofdredacteur van Elsevier (1993-1999)
- 2007 – Toine van Herwaarden: Legpenning Lucas-Ooms Fonds voor zijn bijzondere bijdrage aan de tijdschriftjournalistiek als uitgever van Elsevier
- 2010 – Rob van Scheers: de Jip Golsteijn Journalistiekprijs 2010 voor zijn artikel over Cosimo Matassa, dat op 28 maart 2009 in Elsevier stond.
- 2013 – Arendo Joustra: de Mercur d’Or voor een langdurige opvallende prestatie op de tijdschriftenmarkt
- 2017 – Nikki Sterkenburg: Mercur voor ‘Tijdschriftreportage van het Jaar’ over de Nederlandse alt-rightbeweging (‘Dan ben ik maar een nazi’)
- 2021 - Victor Pak - Runner Up BeLOFte van het Jaar

## Eerstelingen
- 27 oktober 1945: eerste nummer verschijnt.
- 8 december 1945: eerste publicatie van het gedichte De Dapperstraat van de dichter J.C. Bloem.
- 8 februari 1947: de 19-jarige Harry Mulisch debuteert in de Nederlandse letteren met zijn verhaal 'De kamer' (het was ondertekend met H.K.V. Mulivsch, overduidelijk een drukfout).[noot 1]
- 30 december 1950: H.J.A. Hofland publiceert het gedicht 'Zálig nieuwjaar' in Elseviers Weekblad, zijn debuut.
- 23 oktober 1965: eerste nummer op tijdschriftformaat.
- 12 december 2014: eerste Huizinga-lezing mede onder auspiciën van Elsever Weekblad, Fik Meijer, 'Denken over Carthago. De erfenis van Duilius'.
- 7 januari 2017: eerste nieuwjaaressay van de President van de Algemene Rekenkamer, Arno Visser, ‘De grote verdwijntruc. Of belastinggeld zinnig wordt besteed, is niet of nauwelijks te achterhalen’.
- 19 maart 2018: eerste EW Economie-lezing (door Ben van Beurden, CEO van Royal Dutch Shell).
- 11 juli 2020: eerste zomeressay van de Vicepresident van de Raad van State, Thom de Graaf, 'Beperking vrijheid kent grenzen'.

## Oplage en bereik
Totaal betaalde gerichte oplage volgens HOI, Instituut voor Media Auditing en Jan van de Plasse: Kroniek van de Nederlandse dagblad- en opiniepers, Otto Cramwinckel Uitgever, Amsterdam 2005, ISBN 90-75727-77-1.
- 1945: 40.000
- 1946: 72.000
- 1947: 97.500
- 1948: 120.000
- 1951: 128.000
- 1960: 125.000
- 1961: 132.000
- 1970: 122.800
- 1975: 127.050
- 1977: 133.100
- 1979: 134.650
- 1980: 136.200
- 1985: 121.700
- 2002: 134.927
- 2003: 135.459
- 2004: 135.114[19]
- 2005: 132.949[bron?]
- 2006: 137.332[20]
- 2007: 142.888[21]
- 2008: 137.874[bron?]
- 2009: 130.842[bron?]
- 2010: 128.729[bron?]
- 2011: 124.377[22]
- 2012: 110.064[23]
- 2013: 96.356[bron?]
- 2014: 82.752[bron?]
- 2015: 81.260[24]
- 2016: 79.942
- 2017: 72.856[25]
- 2018: 64.660[26]
- 2022:
  - Print en digitaal bereik: 151.000[27]
  - Print oplage: 42.810[28]

## Samenstelling hoofdredactie
Tot halverwege de jaren negentig van de 20ste eeuw blijkt uit het colofon niet altijd wie de feitelijke hoofdredacteur is (zie Bekende medewerkers). Soms vermeldt het colofon geen hoofdredacteur, soms verdwijnt een naam even om dan weer terug te komen. Soms staan er opeens vier namen in het colofon en vervolgens is er sprake van een ‘algemeen hoofdredacteur’, met daaronder een trits hoofdredacteuren. Een paar keer blijft de samenstelling hetzelfde, maar wordt de volgorde van de namen veranderd. Dit alles is een indicatie van de voortdurende paleisrevoluties bij de redactie, waarover Gerry van der List schrijft in Meer dan een weekblad. De geschiedenis van Elsevier (Amsterdam, 2005 en 2015).
De weergave hieronder betreft de samenstelling van de hoofdredactie van achtereenvolgens Elseviers Weekblad (oktober 1945 t/m december 1969), Elseviers Magazine (1970 t/m mei 1987), Elsevier (juni 1987 t/m mei 2017) en Elsevier Weekblad (juni 2017-heden). Van 23 oktober 1965 (het eerste nummer) tot en met 28 mei 1988 (het laatste nummer) verscheen bij dezelfde uitgeverij ook een wekelijkse krant met de naam Elseviers Weekblad, later EW genaamd. Dit blad had tot en met 1969 dezelfde hoofdredactie als het tijdschrift Elseviers Weekblad, om daarna een eigen hoofdredactie te krijgen (zie aldaar).
Onderstaande rangschikking en schrijfwijze van de namen zijn gebaseerd op de gepubliceerde colofons.
- oktober 1945 t/m april 1947: H.A. Lunshof
- mei 1947 t/m 1951: G.B.J. Hiltermann
- 1952 t/m februari 1954: W.G.N. de Keizer
- maart 1954 t/m februari 1959: W.G.N. de Keizer en K.D. Bosch
- maart 1959 t/m december 1960: W.G.N. de Keizer, K.D. Bosch en H.A. Lunshof. Met ingang van 28 november 1959 is C. Bauer toegevoegd als adjunct-hoofdredacteur.
- januari 1961 t/m december 1962: H.A. Lunshof, K.D. Bosch en W.G.N. de Keizer (Londen). Plaatsvervangend hoofdredacteur: C. Bauer
- 1963: H.A. Lunshof en W.G.N. de Keizer (Londen). Plaatsvervangend hoofdredacteur: C. Bauer.
- 1964: H.A. Lunshof en W.G.N. de Keizer (Londen). Plaatsvervangend hoofdredacteur: C. Bauer. Adjunct-hoofdredacteuren: D.M. van Rosmalen en drs. F.A. Hoogendijk
- 1965: H.A. Lunshof. Plaatsvervangend hoofdredacteur: C. Bauer. Adjunct-hoofdredacteuren: D.M. van Rosmalen en drs. F.A. Hoogendijk
- 1966 (per 1 oktober): W.G.N. de Keizer (a.i.). Adjunct-hoofdredacteuren: D.M. van Rosmalen en drs. F.A. Hoogendijk
- 1967: W.G.N. de Keizer, W.L. Brugsma, drs. F.A. Hoogendijk en J.A. Vermeulen. Adjunct-hoofdredacteuren: Martin W. Duyzings en D.M. van Rosmalen
- januari t/m april 1968: W.G.N. de Keizer, Martin W. Duyzings, drs. F.A. Hoogendijk en J.A. Vermeulen. Adjunct-hoofdredacteur: D.M. van Rosmalen
- mei 1968 t/m juni 1969: Martin W. Duyzings, drs. F.A. Hoogendijk, J.A. Vermeulen. Adjunct-hoofdredacteur: D.M. van Rosmalen
- juni 1969 t/m mei 1971: Algemeen hoofdredacteur: Martin W. Duyzings. Hoofdredacteuren: drs. F.A. Hoogendijk (politiek-Nederland), J.A. Vermeulen (supervisie technische uitvoering). Adjunct-hoofdredacteur: D.M. van Rosmalen (buitenland)
- juni 1971 t/m december 1975 dr. F.A. Hoogendijk, D.M. van Rosmalen en J.A. Vermeulen. Adjunct-hoofdredacteur: Michel van der Plas
- januari 1976 t/m augustus 1983: Algemeen hoofdredacteur: drs. F.A. Hoogendijk. Hoofdredacteur: D.M. van Rosmalen. Adjunct-hoofdredacteur: Michel van der Plas
- september t/m december 1983: drs. F.A. Hoogendijk. Adjunct-hoofdredacteuren: Pierre Huyskens, Michel van der Plas en John H. Wories.
- januari 1984 t/m oktober 1985: dr. F.A. Hoogendijk, Pierre Huyskens. Adjunct-hoofdredacteuren: Michel van der Plasen John H. Wories. Met ingang van februari 1985 is John Wories managing editor en is Michel van der Plas geen adjunct meer.
- november 1985 t/m december 1986: Pierre Huyskens en John H. Wories
- januari t/m juni 1986: Algemeen hoofdredacteur: drs. A.S. Spoor. Hoofdredactie: Pierre Huyskens, John H. Wories
- juli t/m december 1986: Algemeen hoofdredacteur: drs. A.S. Spoor. Hoofdredactie: John H. Wories en Sytze van der Zee (adjunct)
- januari t/m mei 1987: Algemeen hoofdredacteur: drs. A.S. Spoor. Hoofdredactie: John H. Wories, Sytze van der Zee
- juni t/m augustus 1987: Algemeen hoofdredacteur: drs. A.S. Spoor. Hoofdredactie: Sytze van der Zee en John H. Wories
- september t/m december 1987: Hoofredacteur: drs. A.S. Spoor. Hoofdredactie: mr. P.B. Brusse, Sytze van der Zee
- januari t/m mei 1988: Hoofdredacteur: drs. A.S. Spoor. Hoofdredactie: mr. P.B. Brusse
- juni t/m oktober 1988: Hoofdredacteur: drs. A.S. Spoor. Hoofdredactie: Joh. L. van den Bossche, mr. P.B. Brusse
- november 1988 t/m september 1989: Hoofdredacteur: Joh. L. van den Bossche. Hoofdredactie: mr. P.B. Brusse en Ton van Brussel
- oktober 1989 t/m februari 1991: Hoofdredacteur: Joh. L. van den Bossche. Hoofdredactie: mr. P.B. Brusse
- maart 1991 t/m december 1992: Hoofdredacteur: Joh. L. van den Bossche. Adjunct-hoofdredacteuren: mr. P.B. Brusse en H.J. Schoo
- januari 1993 t/m januari 1995: Algemeen hoofdredacteur: H.J. Schoo. Hoofdredacteur: J.L. van den Bossche. Adjunct-hoofdredacteur: mr. P.B. Brusse
- februari 1995: Algemeen hoofdredacteur: H.J. Schoo. Hoofdredacteur: J.L. van den Bossche.
- maart t/m juli 1995: H.J. Schoo
- juli t/m december 1995: Hoofdredacteur: H.J. Schoo. Adjunct-hoofdredacteur: dr P.E. de Hen (economie)
- januari 1996 t/m april 1997 Hoofdredacteur: H.J. Schoo. Adjunct-hoofdredacteuren: A. Joustra (politiek & binnenland), dr P.E. de Hen (economie)
- mei 1997 t/m augustus 1998: Hoofdredacteur: H.J. Schoo. Adjunct-hoofdredacteuren: dr P.E. de Hen (economie) en A. Joustra (politiek & binnenland)
- september 1998 t/m december 1999: Hoofdredacteur: H.J. Schoo. Plaatsvervangend hoofdredacteur: A. Joustra. Adjunct-hoofdredacteur: dr P.E. de Hen
- januari 2000 t/m september 2001: Hoofdredacteur: A. Joustra. Adjunct-hoofdredacteur: dr P.E. de Hen
- oktober 2001 t/m mei 2002: Hoofdredacteur: J.A.S. Joustra. Adjunct-hoofdredacteuren: J.G.M. Crooijmans, drs. R. van Rijckevorsel
- juni 2002 t/m januari 2006: Hoofdredacteur: J.A.S. Joustra. Adjunct-hoofdredacteuren: J.G.M. Crooijmans, drs. P. ter Doest en drs. R. van Rijckevorsel.
- februari 2006 t/m januari 2007: Hoofdredacteur: J.A.S. Joustra. Adjunct-hoofdredacteuren: drs. P. ter Doest en drs. R. van Rijckevorsel
- februari 2007 t/m juli 2021: Hoofdredacteur: J.A.S. Joustra. Plaatsvervangend hoofdredacteur:drs. R. van Rijckevorsel
- augustus 2021 t/m augustus 2022: Hoofdredacteur: J.A.S. Joustra.
- september 2022: Hoofdredacteur: J.A.S. Joustra. Adjunct-hoofdredacteur: drs. R. de Witt.[29]
- november 2023: Hoofdredacteur: J.A.S. Joustra. Adjunct-hoofdredacteuren: H. Hueck[30] en drs. R. de Witt.
- januari 2024: Hoofdredacteur: H. Hueck. Adjunct-hoofdredacteur: drs. R. de Witt.
- september 2024: Hoofdredacteur: H. Hueck. Adjunct-hoofdredacteuren: G.J. van Schoonhoven en drs. R. de Witt.

## Bekende medewerkers

### Hoofdredacteuren
Uit de achtereenvolgende colofons zijn de volgende namen te destilleren als feitelijk hoofdredacteur:
- Henk Lunshof (1945 t/m maart 1947)[noot 3]
- G.B.J. Hiltermann (april 1947 t/m 1951)[noot 4]
- Wouter de Keizer (1952 t/m 1960)[noot 5]
- Henk Lunshof (1961 t/m 1965)
- Wouter de Keizer (1966 t/m april 1968)
- Martin W. Duyzings (mei 1968 t/m mei 1971)
- Ferry Hoogendijk (juni 1971 t/m oktober 1985)
- Pierre Huyskens (november t/m december 1985)
- André Spoor (januari 1986 t/m mei 1988)
- Johan van den Bossche (juni 1988 t/m december 1992)
- Hendrik Jan Schoo (januari 1993 t/m december 1999)
- Arendo Joustra (januari 2000 t/m december 2023)
- Hella Hueck (januari 2024 - heden)

### Huidige redacteuren
- Carla Joosten (politiek)
- Gerry van der List
- Gertjan van Schoonhoven
- Geerten Waling

### Huidige medewerkers
- Marthe-Geke Bracht
- Bas Jacobs
- Hans Moleman
- Max Rebattu jr.
- Hans Renders
- Jeroen Vullings

### Huidige correspondenten
- Patrick van IJzendoorn (Verenigd Koninkrijk)
- René van Rijckevorsel (Europese Unie)
- Fred de Vries (Zuid-Afrika)

### Huidige columnisten
- Afshin Ellian (columnist website)
- Daniela Hooghiemstra
- Gerry van der List
- Zihni Özdil (columnist website)
- Simon Rozendaal
- Martin Sommer
- Geerten Waling
- Pieter Waterdrinker

### Voormalige redacteuren
- Piet Bakker
- Annegreet van Bergen
- Godfried Bomans
- Kees Boonman
- Jan Paul Bresser
- J.W.F. Werumeus Buning
- Hugo Camps
- Rudolf Das
- Arjan Dasselaar
- Anton van Duinkerken
- Wierd Duk
- Eduard Elias
- Violet Falkenburg
- Paul Grijpma
- Caroline de Gruyter (1991-1999)[31]
- Joost de Haas
- Marijke Hilhorst
- G.B.J. Hiltermann
- Pierre Huyskens
- Frank Kalshoven
- Rik Kuethe
- Clare Lennart
- Marente de Moor
- Seada Nourhussen
- Pieter Nouwen
- Carel Peeters (1970-1973)
- Michel van der Plas
- Nic van Rossum
- Sheila Sitalsing
- Aleid Truijens
- Constance Wibaut
- Paul Witteman
- Syp Wynia
- Wim Zaal
- Sytze van der Zee

### Voormalige medewerkers
- Thierry Baudet (bijdragen aan maandblad Juist)
- Frits Bolkestein[noot 6]
- Hans Böhm (schaakrubriek)
- Kees Boonman
- Rommert Boonstra (kunst en fotografie)
- Piet Burger (cryptogrammen)[noot 7]
- Remco Campert[noot 8]
- Johannes van Dam[noot 9]
- Adriaan van Dis
- Harriët Freezer
- Thérèse de Groot
- Arnold Heertje (portretten van Nederlandse economen)
- Dorine Hermans
- Willem Frederik Hermans[noot 10]
- Nicolaas Klei (wijnrubriek)
- Jan de Kruijff (grammofoon en muziek)
- Doeschka Meijsing (boekrecensies)
- Jan Meulendijks (cryptogrammen)
- Harry Mulisch[noot 11]
- Cees Nooteboom (reisverhalen)[noot 12]
- Willem Oltmans
- Max Rebattu (bridge)
- Gerard Reve (gedichten en verhalen)[noot 13]
- Martin Šimek (feuilleton over zijn vlucht uit het toenmalige Tsjecho-Slowakije)[noot 14]
- Wim Sonneveld (brieven uit Hollywood)
- Jan Timman (damrubriek)
- Jeroen Vullings (literatuurcriticus)

### Voormalige correspondenten
- Lia van Bekhoven (Verenigd Koninkrijk)
- Thijs Berman (Frankrijk)
- Jan Brusse (Frankrijk)
- Viktor Frölke (Verenigde Staten)
- Jacqueline de Gier (Turkije)
- Janny Groen (Verenigde Staten)
- Caroline de Gruyter (Gaza en Jeruzalem)
- Emile Kossen (Verenigde Staten)
- Jan Ligthart (Australië)

### Voormalige columnisten
- Arend Jan Boekestijn (columnist buitenland)
- Emma Brunt (columnist Nederland)
- Remco Campert[noot 15]
- Afshin Ellian (columnist website)
- Derk Jan Eppink (columnist buitenland)
- Pim Fortuyn (columnist politiek)
- Hans Hillen (columnist politiek)
- Floor Kist (columnist)
- Jan Mulder (televisiecolumnist)
- Bart Jan Spruyt (columnist geestelijk leven)
- Leo Stevens (columnist fiscale zaken)
- Philip van Tijn (columnist website)
- Bart Tromp (columnist buitenland)
- Leon de Winter

### Voormalige illustratoren
- Cees Bantzinger
- Rhonald Blommestijn
- Eppo Doeve
- Eliane Gerrits
- Jo Spier

### Journalisten die hun carrière bijElsevierzijn begonnen
- Annegreet van Bergen
- Arjan Dasselaar
- Caroline de Gruyter (1991-1999)[31]
- Frank Kalshoven
- Rik Kuethe
- Marente de Moor
- Seada Nourhussen
- Carel Peeters (1970-1973)
- Michel van der Plas
- Sheila Sitalsing
- Marike Stellinga
- Xander van Uffelen
- Martin Visser
- Paul Witteman

## Nederlander van het Jaar
Sinds 2004 verkiest de redactie een "Nederlander van het Jaar". De keuze wordt meestal gemotiveerd met het argument dat de betreffende man of vrouw zijn stempel op het jaar heeft gedrukt, in positieve of negatieve zin. Soms omdat de persoon het jaar als het ware symboliseert.

## Lijsten
De redactie heeft een opvallende voorkeur voor het publiceren van lijsten, een neiging die reeds in de jaren vijftig een aanvang nam, toen het blad Nederlands eerste hitparade publiceerde.

### De beste gemeenten
Sinds 1997 rangschikt het blad alle gemeenten van Nederland aan de hand van tientallen criteria. Destijds ging het om 572 gemeenten. Door herindelingen is het aantal gemeenten bij de 25ste editie in 2022 gedaald tot 344.

### Moord en doodslag
Vanaf 2000 publiceert het jaarlijks het aantal dodelijke slachtoffers door moord of doodslag in het voorafgaande jaar. Eerder publiceerde het dit cijfer over 1992 en 1997, maar sinds 1999 wordt de lijst jaarlijks bijgehouden en bijgewerkt.

### Top 200 Familiebedrijven (EW 200)
Vanaf 2013 (18 mei) publiceert Elsevier Weekblad jaarlijks de EW 100 of Top 100 Familiebedrijven, die vanaf 2021 de EW 200 of Top 200 Familiebedrijven heet. De lijst van familiebedrijven wordt samengesteld in samenwerking met Bureau van Dijk, onderdeel van de Amerikaanse kredietbeoordelaar Moody's. De bedrijven worden gerangschikt naar omzet. De lijst wordt veelal in het eerste kwartaal gepubliceerd en betreft de rangorde in het voorafgaande aan de publicatie. In 2021 in de lijst van 100 naar 200 bedrijven uitgebreid en wordt ook informatie gegeven over winst en oprichtingsjaar.
In de publicatie van 2021 werd de lijst aangevoerd door Heineken, gevolgd door SHV en de BCD Group, het bedrijf van John Fentener van Vlissingen.

### Top 500 Bedrijven (EW 500)
Vanaf 2012 (24 november) publiceert Elsevier Weekblad jaarlijks de EW 500 of Top 500 Bedrijven, waarbij de vijfhonderd grootste Nederlandse bedrijven worden gerangschikt naar omzet. De lijst geeft ook informatie over winst, solvabiliteit, aantal werknemers en type bedrijf (zoals beursgenoteerd of familiebedrijf). De lijst geeft de rangorde in het voorafgaande jaar.

### Toplocaties
Samen met Peter Louter (van het gelijknamige bureau) ontwikkelde onderzoeksredacteur Arthur van Leeuwen de jaarlijkse productie Toplocaties. Dit onderzoek geeft informatie over de relatieve economische vitaliteit van gemeenten, met andere woorden, hoe sterk de lokale economie is, afgemeten aan het inwonertal. Zo kwamen vele regionaal belangrijke aanjagers van de economie in beeld, als Zwolle en veel gemeenten in Noord-Brabant.
Een ander element van de lijst is de berekening van de toegevoegde waarde per 1 vierkante kilometer. Dit laat zien waar in Nederland per vierkante kilometer het meeste geld wordt verdiend. Dit was ook de titel van de eerste lijst met toplocaties, die Elsevier
op 25 juli 1998 publiceerde: 'De plekken in Nederland waar het meeste geld wordt verdiend'.
Nadat Van Leeuwen met pensioen was gegaan, is de lijst met toplocaties twee jaar lang, in 2019 en 2020, niet gepubliceerd. Zonder enige verklaring te geven voor deze absentie, stond in het nummer van 4 december 2021 de 21ste aflevering van Elseviers Toplocaties onder de titel 'Hier krijgt het mkb de beste kansen'.

## Nevenpublicaties
Gedurende zijn geschiedenis heeft Elsevier een aantal nevenpublicaties gepubliceerd.

### Elseviers Literair Supplement
Deze literaire bijlage werd om de twee weken meegestuurd met Elseviers Weekblad. Het eerste nummer verscheen op 18 oktober 1969. De uitgave viel onder de verantwoordelijkheid van de hoofdredactie van Elseviers Weekblad, maar had een aparte redactie onder leiding van Rex Brico en later Wim Zaal. Bekende redacteuren en medewerkers waren Ina van der Beugel, Jef Geeraerts, Boudewijn van Houten, Arthur Koestler, Gerrit Komrij, dr. Jef Last, Clare Lennart, Carel Peeters, Theun de Vries en Constance Wibaut. Het laatste nummer verscheen op 23 december 1972.

### De Vlaamse Elsevier
In 1973 en 1974 verscheen De Vlaamse Elsevier in België. Hoofdredacteur was Henri Schoup en de redactie zetelde in Brussel aan de Émile Jacqmainlaan 105. Uitgever was Elsevier-Sequoia in Brussel.
Het laatste nummer verscheen op 30 augustus 1974, waarin werd gemeld dat door de "reusachtige en onvoorziene stijging van de exploitatiekosten" het blad niet meer renderend was. Onder meer de papierprijs was sinds het eerste nummer met zestig procent gestegen.

### Speciale Editie
Van het begin heeft Elsevier specials gepubliceerd. Zoals bijvoorbeeld Één week Elseviers Weekblad op 22 december 1951 (190 pagina's) en de VS Special n.a.v. 200 jaar diplomatieke betrekkingen met als coverkreet 'De kritische vriendschap' op 17 april 1982 (een insert van 48 pagina's).
Sinds 2005 publiceert Elsevier onder de naam Speciale Editie losse uitgaven van circa 100 pagina's over een speciaal thema. Volgens de catalogus van de Koninklijke Bibliotheek gaat het om de volgende 91 uitgaven.

#### 2005
- Erfgoed - De Nederlandse Geschiedenis in 100 documenten
- Premier - De Nederlandse minister-presidenten van na de Tweede Wereldoorlog (september)
- Atlas der Atlassen - Geschiedenis, grenzen, conflicten (november)

#### 2006
- Terugblik 2005 - Een jaar nieuws in 156 beelden (januari)
- Europa - Nederland en de macht en onmacht van de Europese Unie (maart)
- WK 2006 - Het Wereldkampioenschap Voetbal (mei)
- Islam - De essentiële gids bij de snelst groeiende religie ter wereld (juli))

#### 2007
- Nationale Parken - Gids voor de mooiste natuur van Nederland, Aruba en de Antillen (januari)
- Nederland - Een essentiële gids voor iedere Nederlander (maart)
- Elsevier Politieke Almanak - deel 1: Regering & Parlement Editie 2007/2008
- Elsevier Politieke Almanak - deel 2: De twaalf Provincies Editie 2007/2008
- Christendom - Geloof, kerk en cultuur in Nederland (juli)

#### 2008
- China - Wegwijzer voor een land in opkomst (februari)
- Golf - Gids voor de sport van nu (mei)
- Amerika - Alles over de presidentsverkiezingen en het leven in het Witte Huis (juli)
- Adel - Hoe leeft de hoogste stand? (september)

#### 2009
- Ons Amerika - 400 jaar Nederlandse sporen in Amerika (maart)
- 100 Toprecepten - Salades en zomerse gerechten (april)
- Revolutiejaar 1989 - Hoe het communisme ten onder ging (mei)
- Klimaat - Alles over de zoektocht naar duurzame energie (juli)
- Ons Japan - 400 jaar Nederlandse sporen in het Aziatische keizerrijk (augustus)
- Jodendom - Licht op belangrijke wereldgodsdienst (september)
- Ons Indië - 400 jaar Nederlandse sporen in Insulinde, de strijd om de onafhankelijkheid & 60 jaar Indonesië (december)

#### 2010
- Evolutie - Alles wat u moet weten over Charles Darwin, het creationisme en de oorsprong van de mens (februari)
- Beatrix - Dertig jaar koningin. Leven en werk in woord en beeld. De officiële functies en de informele invloed (maart)
- 100 Toprecepten Zomer - BBQ-gerechten, salades en desserts (april)
- Ons Zuid-Afrika - Nederlandse sporen in het land van de Boeren, Kaap de Goede Hoop en anti-apartheidsstrijd (mei)
- Erflaters - Portretten en biografieën van 100 Nederlanders die onze samenleving hebben vormgegeven (juni)
- Europa - Nederland en de macht en onmacht van de Europese Unie (juli)
- Sail - Alles over de gloriedagen van de tall ships, het leven op zee, Sail Amsterdam en varend erfgoed (juli)
- 100 Toprecepten Feest - Gastronomie uit eigen keuken (oktober)
- Ons Suriname - 35 jaar onafhankelijkheid en de blijvende invloed van een tropisch wingewest (oktober)

#### 2011
- Protestant - De essentiële gids bij het geloof dat Nederland vormde (februari)
- Ons Brein - Alles wat u moet weten over de hersenen. (maart)
- Ons Geld - Van kokosnoot tot creditcard (april)
- 100 Toprecepten - Mediterrane gerechten (april)
- Kernenergie - Alles wat u na Fukushima moet weten over ’s werelds krachtigste energiebron (juni)
- 60 jaar Televisie - Alles over het medium dat modern Nederland vormde en veranderde (september)
- Sigaren - De cultuur van het roken (oktober)
- 100 Toprecepten Luxe - Feestelijk en verfijnd (oktober)

#### 2012
- Buitenplaatsen - De mooiste historische zomerverblijven (januari)
- Ons Turkije - 400 jaar Hollandse sporen in het rijk van de sultans (maart)
- Katholiek - De essentiële gids bij ’s werelds belangrijkste religie (april)
- 100 Toprecepten - Lente klassiekers (mei)
- Ons Engeland - Kruisbestuiving over de Noordzee. (juni)
- India - Hoe het land van Gandhi en Ganges een wereldmacht werd. Plus: De oude banden met Nederland (augustus)
- 100 Toprecepten - Feestelijke klassiekers (oktober)
- Enge beestjes - Alles wat u moet weten over bacteriën en virussen: hoe micro-organismen ons ziek maken en genezen (november)

#### 2013
- Ons Korea - 60 Jaar na de Korea-oorlog. Alles over het verdeelde schiereiland, de Nederlandse militaire offers en de eeuwenoude handelsrelaties (januari)
- Het Rijks - Achter de schermen bij het Rijksmuseum. Alles over de geschiedenis, de architectuur en de topstukken (april)
- De Troonswisseling - Van Koningin Beatrix naar Koning Willem-Alexander (mei)
- Onze Tour - Opkomst, hoogtijdagen en teloorgang van de Nederlanders in de Ronde van Frankrijk (juni)
- Ons Rusland - Hoe Nederlanders hielpen Rusland te moderniseren. Alles over de banden met het rijk van de tsaren, Sovjets en oligarchen (juli)
- 200 Jaar Monarchie - Gids bij de viering van tweehonderd jaar Koninkrijk der Nederlanden. De geschiedenis van de jaren 1813 tot 2013 (oktober)
- Politieke Almanak 2014 - Wegwijs in Den Haag en Brussel (oktober)
- 100 Toprecepten - Feestelijke diners (november)
- App-gids - De 445 beste, leukste en handigste apps in 31 categorieën voor alle merken smartphones en tablets (december)

#### 2014
- Het Vaticaan - Religieuze grootmacht in een ministaat. Alles over de paus, de Heilige Stoel, de rijke historie en de banden met Nederland (maart)
- Ons IQ - De vele gezichten van menselijke intelligentie: alles over verstand, emotie, intuïtie en genen. Plus: zo wordt u slimmer (mei)
- Ons Brazilië - Exotische avonturen. Alles over Nederlanders, toen en nu, in het land van carnaval en caipirinha (mei)
- Onze Eerste Wereldoorlog - Van aardappeloproer tot Mata Hari. Hoe neutraal Nederland diep werd geraakt door de oorlog van 1914-1918 (juni)
- Fatale vlucht MH17 (augustus)
- Onze oudste bedrijven - 1260 Nederlandse ondernemingen van 100 jaar en ouder die nog steeds actief zijn (september)
- Politieke almanak 2015 - Wegwijs in Den Haag en Brussel (oktober)
- 100 Iconische foto’s - De beroemdste Nederlandse persfoto’s. (oktober)
- Terrorisme in Nederland - Van Molukse gijzelingen tot Van Gogh (oktober)

#### 2015
- Ons België - Wat Belgen en Nederlanders verbindt en scheidt, 200 jaar nadat zij een koninkrijk vormden (februari)
- Gezondheids-ABC - Alles over de revoluties in de medische wetenschap. Wat u moet weten om gezond en fit te worden en te blijven (mei)
- Het Midden-Oosten - Geschiedenis, cultuur, religie, conflicten (september)
- Jeruzalem - Heilige Stad. Alles over geschiedenis, politiek, cultuur en trekpleisters van het religieuze centrum van de wereld (oktober)

#### 2016
- De Beste Ziekenhuizen - Zelf kiezen uit: 93 ziekenhuizen 159 zelfstandige klinieken 32 patiëntenverenigingen Plus checklist voor uw zorgpolis (januari)
- Ons Marokko - Over Hollanders aan de voet van de Atlas en Marokkaanse cultuur aan de Noordzee (februari)
- Ons Berlijn - Van Stedentrip tot start-up. Heden en verleden van de Duitse hoofdstad (april)
- Onze Olympische Spelen - De Nederlandse successen sinds 1900. Van Sjoukje tot Epke (april)
- In het Witte Huis - Presidenten en verkiezingen. Achter de schermen in de beroemdste ambtswoning op aarde (augustus)

#### 2017
- De Reformatie - Vijf eeuwen protestantisme in woord en beeld. Hoe Luther en Calvijn ons leven hebben bepaald (februari)
- Trumps wereld (april)
- Ons Parijs - Nederlanders in de Franse hoofdstad (juni)
- Nederlandse tradities - Het verhaal achter 29 markante nationale en provinciale gebruiken (augustus)
- Islam in Nederland - De essentiële gids bij de snelst groeiende religie ter wereld (oktober)
- Nederland - Wat iedere Nederlander moet weten over heden en verleden (december)

#### 2018
- Ons Israël - Van boezemvriend tot zondebok. Alles over de sterke band tussen Nederland en de Joodse staat (februari)
- Ons Londen - Nederlanders in de Britse hoofdstad. Toen en nu (mei)
- Boeddhisme - Over Boeddha, de dalai lama, karma, meditatie, zen en mindfulness (augustus)
- Nieuwe energie - Een koele blik op een verhitte discussie. Over klimaat, CO2, thorium, duurzame energie, batterijen en de noodzaak van gas (december)

#### 2019
- Jezus - Zijn leven, boodschap, volgelingen en blijvende invloed (oktober)

#### 2020
- Liberalisme - De succesvolste politieke stroming uit de geschiedenis (februari)
- Eerste Kamer - Alles over de noodrem van het parlement (augustus)

#### 2021
- Vooruitblik 2021 (januari)
- De verlichting. Hoe de eeuw van de rede de wereld voorgoed veranderde (april)
- Europese Unie. Alles over hoe de EU werkt en de macht en onmacht van Nederland (september)

### Ter Herinnering
Tussen januari 2010 en maart 2025 heeft Elsevier 22 biografische specials uitgegeven van circa 100 bladzijden onder de titel Ter Herinnering die gewijd waren aan een bepaald persoon, vaak bij diens overlijden of bij een jubileum van zijn of haar geboortedag. Het gaat om de volgende personen:
- januari 2010: Winston Churchill - Ter Herinnering 1874-1965
- november 2010: Charles de Gaulle - Ter Herinnering 1890-1970
- februari 2011: Ronald Reagan -Ter Herinnering 1911-2004
- mei 2012: Pim Fortuyn - Ter Herinnering 1948-2002
- 2010: Joseph Luns - Ter Herinnering 1911-2002
- november 2012: Wilhelmina - Ter Herinnering 1880-1962. Geschreven door Cees Fasseur
- begin 2013: Godfried Bomans - Ter Herinnering 1913-1971
- april 2013: Margaret Thatcher - Ter Herinnering 1925-2013
- mei 2013: Eppo Doeve - Ter Herinnering 1907-1981
- september 2013: John F. Kennedy - Ter Herinnering 1917-1963
- december 2013: Nelson Mandela - Ter Herinnering 1918-2013
- juli 2014: Cees Bantzinger - Ter Herinnering 1914-1985
- juli 2014: Juliana & Bernhard - Ter Herinnering
- maart 2015: Piet de Jong 100 jaar! - De oorlogsheld die premier werd
- juni 2015: Willem Drees - Ter Herinnering 1886-1988
- november 2016: Fidel Castro - Ter Herinnering 1926-2016
- juni 2017: Helmut Kohl - Ter Herinnering 1930-2017
- februari 2018: Ruud Lubbers - Ter Herinnering 1939-2018
- maart 2022: Jo Spier - Ter Herinnering 1900-1978
- september 2022: Michael Gorbatsjov - Ter Herinnering 1931-2022
- februari 2024: Dries van Agt - Ter Herinnering 1931–2024
- februari 2025: Frits Bolkestein - Ter Herinnering 1933-2025 (als e-magazine)

### Juist Magazine
Medio 2013 richtte de uitgever naast het weekblad het maandblad Juist op, dat geleid werd door René van Rijckevorsel, adjunct-hoofdredacteur van Elsevier Weekblad. Het eerste nummer verscheen in augustus 2013. De uitgave werd in 2018 gestaakt. Het laatste nummer was gedateerd december 2018.

## Lezingen
Elsevier Weekblad organiseert of is betrokken bij een drietal jaarlijkse lezingen.

### HJ Schoo-lezing
Sinds 2009 organiseert de redactie de jaarlijkse en volgens de Volkskrant 'prestigieuze' HJ Schoo-lezing, die aan het begin van het politieke seizoen, meestal op de eerste dinsdag van september, wordt gehouden. De bijeenkomst wordt doorgaans gehouden in de Rode Hoed in Amsterdam. Peter Altmaier en Wopke Hoekstra spraken in theater Diligentia in Den Haag.

### Johan Huizinga-lezing
Sinds 2014 is Elsevier Weekblad mede-organisator van de Huizingalezing, die jaarlijks in december samen met de Faculteit der Geesteswetenschappen van de Universiteit Leiden en de Maatschappij der Nederlandse Letterkunde wordt gehouden in de Pieterskerk in Leiden. Vanaf 2014 verzorgt Elsevier Weekblad Boeken ook de tekstuitgave van de lezing.

### EWEconomie-lezing
De EW Economie-lezing is een jaarlijkse lezing over economie van de redactie van Elsevier Weekblad. De lezing kan worden gezien als tegenhanger van de HJ Schoo-lezing, waarmee het tijdschrift begin september het politieke jaar opent. De EW Economie-lezing is een half jaar later en “biedt ondernemers, bestuurders van bedrijven en economen de gelegenheid hun visie te geven op ontwikkelingen in de samenleving”.

## Debatten
Behalve lezingen organiseert de redactie ook regelmatig openbare debatten over uiteenlopende maatschappelijke vraagstukken, zoals kernenergie, het klimaat, de verkiezingen (zowel voor de Tweede Kamer als het Witte Huis) en Defensie (aan de vooravond van de verkiezingen voor de Tweede Kamer), met steeds als centrale boodschap dat er meer geld moet worden uitgegeven aan de krijgsmacht.

### Defensiedebatten
- 3 april 2016 in het Nationaal Militair Museum te Soest. De openingstoespraak werd gehouden door de Commandant der Strijdkrachten generaal Tom Middendorp.[43]
- 12 oktober 2019 in het Louwman Museum in Den Haag, Met een rede van minister Ank Bijleveld (CDA) van Defensie, en bijdragen van Jaap de Hoop Scheffer, voormalig secretaris-generaal van de NAVO en Pete Hoekstra, de Amerikaanse ambassadeur in Den Haag. Afsluitend was er een debat tussen de politici André Bosman (VVD), Salima Belhaj (D66) en Thierry Baudet (FVD) met elkaar in debat gingen, waarbij het belang van extra defensiebudget werd omarmd.[44]
- 27 februari 2021 in perscentrum Nieuwspoort in Den Haag. Met een openingstoespraak van de Commandant der Strijdkrachten luitenant-admiraal Rob Bauer en een debat met de defensiespecialisten op de kandidatenlijsten voor de Tweede Kamerverkiezingen van 17 maart 2021, te weten Attje Kuiken (PvdA), Salima Belhaj (D66), Peter Valstar (VVD) en Martijn van Helvert (CDA).
- 7 november 2023 in het H'ART Museum in Amsterdam. Met een keynote van luitenant-admiraal Rob Bauer als voorzitter van het NAVO Militair Comité en daarna de defensiespecialisten op de kandidatenlijsten voor de Tweede Kamerverkiezingen van 22 november 2023, te weten Derk Boswijk (CDA), Gijs Tuinman (BBB), Nathaly Boelhouwer (NSC), Peter Valstar (VVD), Martijn Hagoort (Volt).
- 10 juni 2025 in het Nationaal Militair Museum in Soesterberg. Met als sprekers onder anderen Serhii Kuzan, voorzitter van de Oekraïense denktank USCC; Annelies van Vark, senior adviseur bij het Ministerie van Defensie; en Siete Hamminga, oprichter van Robin Radar Systems.[45]

## Scriptieprijzen
Elsevier Weekblad is betrokken bij een tweetal jaarlijkse scriptieprijzen.

### Johan de Witt-scriptieprijs
De Johan de Witt-scriptieprijs wordt sinds 2014 jaarlijks uitgereikt aan de beste geschiedenisscriptie die handelt over een onderwerp dat betrekking heeft op de Republiek der Nederlanden in de 17de eeuw. De verkiezing wordt georganiseerd door de historische vereniging Vrienden van De Witt in samenwerking met de redactie van Elsevier Weekblad. Doel van de prijs is het stimuleren van historisch onderzoek teneinde de kennis over dit belangrijke tijdvak te vergroten.

### Theodore Roosevelt American History Award (TRAHA)
Van 2018 tot 2022 trad 'Elsevier Weekblad op als medesponsor van de Theodore Roosevelt American History Award (TRAHA) voor de beste masterscriptie over Amerikaanse geschiedenis geschreven door een student aan een van de Nederlandse universiteiten. De andere sponsoren zijn de Theodore Roosevelt Medora Foundation, de Amerikaanse ambassade in Den Haag, en de provincie Zeeland.
De prijs, die van 1987 tot en met 1994 de Lawrence J. Saunders Award werd genoemd, wordt georganiseerd door het Roosevelt Institute for American Studies in Middelburg. De winnaar
krijgt een buste van Theodore Roosevelt en een reis naar North Dakota, waar de Theodore Roosevelt Medora Foundation en de Theodore Roosevelt Center zijn gevestigd (Dickinson State University). Elsevier Weekblad publiceerde (de samenvatting van) de scriptie en bood de winnaar tevens een abonnement voor een jaar aan.

## Uitgeverij EW
Uitgeverij EW is opgericht in 2006 om boeken uit te geven die voortkomen uit de redactie van Elsevier Weekblad. Maar al snel ging de uitgeverij ook boeken publiceren van auteurs die niet gelieerd waren aan het weekblad. Het fonds bestaat op een enkele uitzondering na louter uit non-fictie. Deze uitgaven onderscheiden zich doordat ze zonder uitzondering een register hebben.
Voorafgaande aan de oprichting van Uitgeverij Elsevier Weekblad had het weekblad in 2005 al een gebonden editie uitgegeven van de speciale editie “Erfgoed, de Nederlandse geschiedenis in 100 documenten” (ISSN 1875-080X), waarna besloten werd een eigen uitgeverij te beginnen onder de naam Elsevier Boeken, later Uitgeverij Elsevier Weekblad en sinds de zomer van 2018 Uitgeverij EW.
Ook in de jaren vijftig gaf het weekblad boeken uit. Zoals in 1951 Legenden van de Blauwe Kust van Louis Couperus en in de herfst van 1958 een door Piet Bakker bewerkte en bekorte uitgave van Sprotje van M. Scharten-Antink, waarvan de eerste oorspronkelijke druk verscheen in 1905.

## Trivia
- Kenmerkend voor het weekblad is het rode kader op het omslag. Na publicatie van het eerste nummer van Elseviers Weekblad als tijdschrift op 23 oktober 1965, maakte de Amerikaanse uitgever van Time hiertegen bezwaar. Het bedrijf vond dat Elsevier zijn beeldmerk had gestolen. 'Hoewel in 1965 ook andere Europese weekbladen een rood kader toonden, zoals Der Spiegel in Duitsland en Express in Frankrijk, kwam Elsevier te Amerikanen tegemoet door het kader geel te kleuren. Wel werd stiekem elke week een drupje rode inkt toegevoegd, waardoor het kader na een jaar weer zijn oorspronkelijke rode kleur terug had. De Amerikanen lieten het er daarna maar bij zitten', aldus de EW Encyclopedie.[49]
- Elsevier was gedurende twee decennia van de 20ste eeuw ook bekend van de koffietest, waarvan de resultaten voor het eerst op zaterdag 2 april 1966 werden gepubliceerd. De test verscheen voor het laatst in het nummer van 31 augustus 1985 en was toen al enige tijd omgedoopt in 'Elseviers Nationale Koffietest'. Thomas Rap dichtte daarover: 'Verdomd goed van Elsevier om die / kopjes koffie in Nederland eens te / testen. In de Guide Michelin vind je / daar niets van. Wat hebben we trouwens / aan eetcultuur in dit land, zegt nou zelf schat!.[50]

## Elsevierin de populaire cultuur
- In de televisieserie De Prooi van de VARA over de opkomst en ondergang van de fusiebank ABN AMRO ten tijde van CEO Rijkman Groenink wordt de cover getoond waarop Elsevier Groenink uitroept tot Nederlander van het Jaar. De cover is gedateerd op 31 december 2005.
- In het lied ‘Het is over’, geschreven door Annie M.G. Schmidt voor de musical Heerlijk duurt het langst, komt de volgende tekst voor: ‘Z'n politiek, z'n Elsevier / Z'n status en z'n overwerk / Z'n moppen over kapelaans / Z'n overhemden en z'n kerk / Ze mag hem hebben’. Het lied werd oorspronkelijk gezongen door Conny Stuart en later ook door Jasperina de Jong, Jenny Arean, Simone Kleinsma, Liesbeth List, Brigitte Kaandorp en Alex Klaasen.
- In de dramaserie Het jaar van Fortuyn kijkt in de laatste aflevering, getiteld 'Democratie', PvdA-lijsttrekker Ad Melkert, gespeeld door Ramsey Nasr, naar een tafeltje voor zich, waarop kranten en tijdschriften liggen uitgestald, met bovenop Elsevier, dat op de cover een interview met Pim Fortuyn afficheert met de kop 'Ik ga vanuit het Catshuis regeren'. Het portret van de echte Fortuyn is op de cover gewisseld voor Jeroen Spitzenberger, die Fortuyn in de serie speelt. Het originele nummer dateert van 1 september 2001.[51]

## Samenwerking met de Koninklijke Bibliotheek
Op 3 december 2015 tekenden algemeen directeur Lily Knibbeler van de Koninklijke Bibliotheek en hoofdredacteur Arendo Joustra van Elsevier een overeenkomst waarin is bepaald dat alle tijdschriften met in de titel Elsevier in digitale vorm zullen worden opgenomen in de Koninklijke Bibliotheek. Dit betekent dat de uitgaven beschikbaar komen in Delpher en de Digitale Bibliotheek voor de Nederlandse Letteren (DBNL). De inhoud is voor iedereen te raadplegen vanaf een jaar na publicatie.
Als resultaat van de overeenkomst werden in mei 2020 alle vijftig jaargangen (zeshonderd afleveringen) van Elsevier’s Geïllustreerd Maandschrift via DBNL online beschikbaar gesteld. Net als de boekenbijlage van Vrij Nederland zal als onderdeel van de overeenkomst ook Elseviers Literair Supplement, de veertiendaagse literaire bijlage van Elsevier die tussen 18 oktober 1969 en 22 december 1972 verscheen, op DBNL worden geplaatst. Begin 2025 was het moedertijdschrift Elsevier nog niet beschikbaar gemaakt via Delpher.